# Słobidka-Smotryćka
Słobidka-Smotryćka (ukr. Слобідка-Смотрицька) – wieś na Ukrainie, w obwodzie chmielnickim, w rejonie kamienieckim, w hromadzie Czemerowce. W 2001 liczyła 556 mieszkańców, spośród których 552 wskazało jako ojczysty język ukraiński, 3 rosyjski, a 1 inny.